# Ramzes XI
Ramzes XI Chaemuaset II – faraon, władca starożytnego Egiptu z czasów XX dynastii, z okresu Nowego Państwa. Prawdopodobnie panował w latach 1103–1070 p.n.e. Był synem Ramzesa X.

## Wodzowie i Kapłani
Ośrodkiem władzy Ramzesa XI było Pi-Ramzes, w którym rezydował i z którego sprawował władzę. W latach jego panowania doszło do dalszego ograniczenia władzy królewskiej i działania aparatu administracyjnego państwa. Praktycznie rządził wyłącznie Dolnym Egiptem przez około 19 pierwszych lat swego 33-letniego panowania. W Tebaidzie władzę sprawowali niczym nie ograniczeni Wielcy Kapłani Amona. Tam też doszło do rywalizacji i Wielki Kapłan Amenhotep utracił swe wpływy i został odsunięty od władzy przez jednego ze swych dotychczasowych współpracowników. Zwrócił się więc do faraona z prośbą o pomoc w odzyskaniu swego stanowiska. Ze względu na znaczną odległość dzielącą Pi-Ramzes od Teb, nie mogąc interweniować osobiście, Ramzes wysłał do Teb korpus wojsk nubijskich pod dowództwem swego nubijskiego wicekróla Panehsiego. Wkrótce wojska nubijskie wkroczyły do Teb, a Panehsi został mianowany wezyrem południa oraz urzędnikiem odpowiedzialnym za zaopatrzenie całego południowego Egiptu w żywność, głównie w zboże. Mianowaniem tym Panehsi otrzymał niepodzielną władzę w całym Górnym Egipcie. Wkrótce stosunki pomiędzy Panehsim a Wielkim kapłanem Amenhotepem zaostrzyły się grożąc otwartym konfliktem. Prawdopodobnie doszło do niepokojów, a później interwencji żołnierzy nubijskich. W mieście przywrócono porządek. Wprowadzono rządy wojskowe – zapewne coś w rodzaju „stanu wyjątkowego”, trwające według źródeł około 17 lat. Doszło do aktów przemocy i bezwzględnych rządów wojskowych. Prawdopodobnie Wielki kapłan Amenhotep został uwięziony, a jego miejsce na około dziesięć miesięcy zajął Panehsi. Ramzes XI poważnie zaniepokojony zaostrzającą się sytuacją, wysłał do Panehsiego list, nakazujący wycofanie się z Teb. Nie zachowały się żadne źródła, mówiące jak doszło do powrotu wojsk Panehsiego do Nubii. Amenhotep odzyskał urząd, a władzę cywilną objął nowy wezyr i nadzorca skarbu. Wicekról Nubii nie mogąc pogodzić się z utratą wpływów i znaczenia wypowiedział faraonowi posłuszeństwo i wkrótce ponownie wkroczył do Teb na czele swych wojsk. Doszło do starć zbrojnych. Głównym punktem oporu wojsk tebańskich był kompleks świątyń Ramzesa III w Medinet Habu oraz kompleks świątyń w Karnaku, miejsca rezydowania Wielkiego Kapłana Amona. Prawdopodobnie Amenhotep uszedł z Teb i zdołał przedostać się na północ. Wojska nubijskie opanowały Teby. Panehsi przeprowadził szybki, przymusowy pobór do wojska i wkrótce poprowadził armię ku północy. Do spotkania wojsk królewskich, składających się w większości z Libijczyków z wojskami nubijskimi Panehsiego doszło w środkowym Egipcie w okolicy miasta Hordi (później zwanego przez Greków Kynopolis). Bitwa zakończyła się znacznymi stratami po obu stronach, wobec czego obie armie wycofały się. Panehsi powrócił do Teb, gdzie jego wojska dokonały spustoszenia, grabiąc miasto i królewską nekropolę w Dolinie Królów. Gdy najeźdźcy opuścili ograbione miasto wkrótce po nich pojawiła się armia z północy.

## Nowa nadzieja
Na jej czele stał Herhor. Jego pojawianie się w historii Egiptu jest okryte tajemnicą. Źródła egipskie nagle podają pojawienie się nowego Wielkiego kapłana, który oprócz władzy duchownej posiadał również tytuł „Wielkiego dowódcy armii Górnego i Dolnego Egiptu”, a także tytuł wicekróla Nubii. Jego pochodzenie jest także niejasne. Najprawdopodobniej pochodził z rodu wodzów libijskich plemion. Jak się wydaje znaczny wpływ na nagły rozwój jego kariery miało małżeństwo z Nodżmet, która być może była córką arcykapłana Amenhotepa. W doskonały sposób rozwój kariery Herhora ilustrują dekoracje ścian świątyni Chonsu w Karnaku, której budowę Herhor nakazał ukończyć. Przedstawiono tam stopniowy wzrost jego władzy aż do osiągnięcia władzy prawie równej królewskiej i przyjęcia pewnego rodzaju tytulatury, która usankcjonowała jego niepodzielną władzę nad Górnym Egiptem. Przejęcie przez Herhora pełni władzy w Tebach stanowi początek okresu zwanego „Erą Odrodzenia”, określaną w źródłach egipskich terminem uhem-mesut- odnowieniem narodzin, niejednokrotnie używanym przez założycieli nowych dynastii.

## Era odrodzenia
Nowa era charakteryzowała się równowagą sprawowania władzy przez trzech najważniejszych dostojników w Egipcie. Pierwszym z nich był Ramzes XI, który teoretycznie pozostawał władcą Górnego i Dolnego Egiptu, lecz w praktyce jego władza pozostawała wyłącznie tytularna. Drugim był namiestnik Smendes, teoretycznie pozostający pod władzą kapłanów Amona, a w praktyce władający Dolnym Egiptem, rezydujący w Pi-Ramzes i sprawujący faktyczną władzę. Trzecim był Herhor, władający Górnym Egiptem, będący wodzem armii Górnego Egiptu i Nubii, łączący władzę świecką i duchowną. Był on dla tebańczyków prawdziwym władcą, który wprowadził praworządność i porządek oraz dążył do zażegnania kryzysu gospodarczego. Pod jego rządami Teby znów stały się metropolią. Wdrożono śledztwa przeciw grabieżcom i wichrzycielom. Ponownie ceremonialnie pochowano zbezczeszczone mumie królewskie. Dzięki wielkim wylewom Nilu, zapanował ład i dobrobyt. Sytuacja rozwijała się jak najlepiej, lecz wtenczas Herhor niespodziewanie zmarł. Jego następcą został Pianchi, inny wódz zwycięskiej armii, jego zięć, który już wcześniej otrzymał dowództwo armii Górnego Egiptu. Władzę w Egipcie przejęli dwaj dostojnicy. Smendes na północy i Pianchi na południu. Ramzes XI odsunięty w cień przebywał w swej rezydencji w Pi-Ramzes mógł jedynie biernie obserwować rozwój wydarzeń. Prawdopodobnie wraz z utratą władzy utracił także małżonkę, która opowiedziała się po stronie przeciwników męża, wydając swą córkę Henuttaui za syna Pianchiego, Pinodżema. Na północy Smendes założył nową stolicę Tanis, do budowy której używano kamienia z rozbiórki świątyń i gmachów z Pi-Ramzes, które w ciągu najbliższych kilkudziesięciu lat całkowicie zniknęło.

## Konkluzja
Ramzes XI był ostatnim królem XX dynastii i zarazem Nowego Państwa. W schyłkowych latach panowania całkowicie odsunięty od władzy i jakiegokolwiek wpływu na losy państwa, przeżywał zapewne gorycz porażki. Dramatyczny splot wydarzeń spowodował ponowny rozpad państwa na części, rządzone przez wodzów i arcykapłanów. Ramzes był również ostatnim królem, dla którego przygotowano grobowiec w Dolinie Królów. Jak dotąd nie odnaleziono ani sarkofagu ani mumii króla. Być może nigdy nie spoczął w Dolinie, a jego mumia została pochowana gdzieś w Dolnym Egipcie – być może w Sakkarze.

## Tytulatura
| G5 |

| G5 |

| E1 · D43 | C2 | U6 |

| E1 · D43 | C2 | U6 |

| E1 · D43 | C2 | U6 |

| E1 · D43 | C2 | U6 |

| G5 |

| G5 |

| E1 · D43 | C2 | U6 |

| E1 · D43 | C2 | U6 |

| E1 · D43 | C2 | U6 |

| E1 · D43 | C2 | U6 |

| M23 · X1 | L2 · X1 |

| M23 · X1 | L2 · X1 |

| N5 | Y5 | C10 | A40 | U21 · N35 |

| N5 | Y5 | C10 | A40 | U21 · N35 |

| N5 | Y5 | C10 | A40 | U21 · N35 |

| N5 | Y5 | C10 | A40 | U21 · N35 |

| M23 · X1 | L2 · X1 |

| M23 · X1 | L2 · X1 |

| N5 | Y5 | C10 | A40 | U21 · N35 |

| N5 | Y5 | C10 | A40 | U21 · N35 |

| N5 | Y5 | C10 | A40 | U21 · N35 |

| N5 | Y5 | C10 | A40 | U21 · N35 |

| G39 | N5 |

| G39 | N5 |

| N28 | C2 | R19 | C12 | N36 · D21 · D21 | F31 | S38 | R8 | O28 | O34 · O34 |

| N28 | C2 | R19 | C12 | N36 · D21 · D21 | F31 | S38 | R8 | O28 | O34 · O34 |

| N28 | C2 | R19 | C12 | N36 · D21 · D21 | F31 | S38 | R8 | O28 | O34 · O34 |

| N28 | C2 | R19 | C12 | N36 · D21 · D21 | F31 | S38 | R8 | O28 | O34 · O34 |

| G39 | N5 |

| G39 | N5 |

| N28 | C2 | R19 | C12 | N36 · D21 · D21 | F31 | S38 | R8 | O28 | O34 · O34 |

| N28 | C2 | R19 | C12 | N36 · D21 · D21 | F31 | S38 | R8 | O28 | O34 · O34 |

| N28 | C2 | R19 | C12 | N36 · D21 · D21 | F31 | S38 | R8 | O28 | O34 · O34 |

| N28 | C2 | R19 | C12 | N36 · D21 · D21 | F31 | S38 | R8 | O28 | O34 · O34 |